# Илич, Стефан (хоккеист)
Стефан Илич (серб. Стефан Илић, родился 27 марта 1990 в Белграде, Югославия) — сербский хоккеист, защитник итальянского клуба «Милано Россоблю».

## Карьера
Воспитанник хоккейной школы белградского клуба «Беостар». Выступал как за этот клуб, так и за два принципиальнейших соперника: «Црвену Звезду» и «Партизан».
В составе национальной сборной Сербии участник чемпионатов мира 2008 (дивизион II), 2009 (дивизион II), 2010 (дивизион I), 2011 (дивизион II), 2012 (дивизион II) и 2013 (дивизион II). В составе молодежной сборной Сербии и Черногории участник чемпионатов мира 2008 (дивизион III), 2009 (дивизион II) и 2010 (дивизион II). В составе юниорской сборной Сербии и Черногории участник чемпионатов мира 2006 (дивизион II), 2007 (дивизион II) и 2008 (дивизион III).